# サウダーヂ
『サウダーヂ』は、2011年公開の日本の映画作品である。
山梨県甲府市（とその周辺）を舞台に、土方、ラッパーの若者、在日外国人達を中心に、地方社会（ひいては日本社会）の構造変化とディスコミュニケーションに直面する人間達を俯瞰的に描く。

## 出演
- 鷹野毅
- 伊藤仁
- 田我流
- ディーチャイ・パウイーナ
- 尾崎愛
- 工藤千枝
- デニス・オリヴェイラ・デ・ハマツ
- イエダ・デ・アルメイダ・ハマツ
- 野口雄介
- 中島朋人
- 亜矢乃
- 川瀬陽太
- 宮台真司

## 制作
本作は、500万円の寄付金を含む1500万円という低予算で制作されている。当時はトラック運転手でもあった監督の富田克也が、週末に故郷の山梨県甲府市で撮影を進めて、完成までには1年半の月日を要した。

## 評価
2011年、第64回ロカルノ国際映画祭にて独立批評家連盟特別賞を受賞し、第33回ナント三大陸映画祭にて金の気球賞を受賞。2012年、第26回高崎映画祭にて最優秀作品賞を受賞し、第66回毎日映画コンクールにて日本映画優秀賞と監督賞を受賞した。